# 三十三間堂

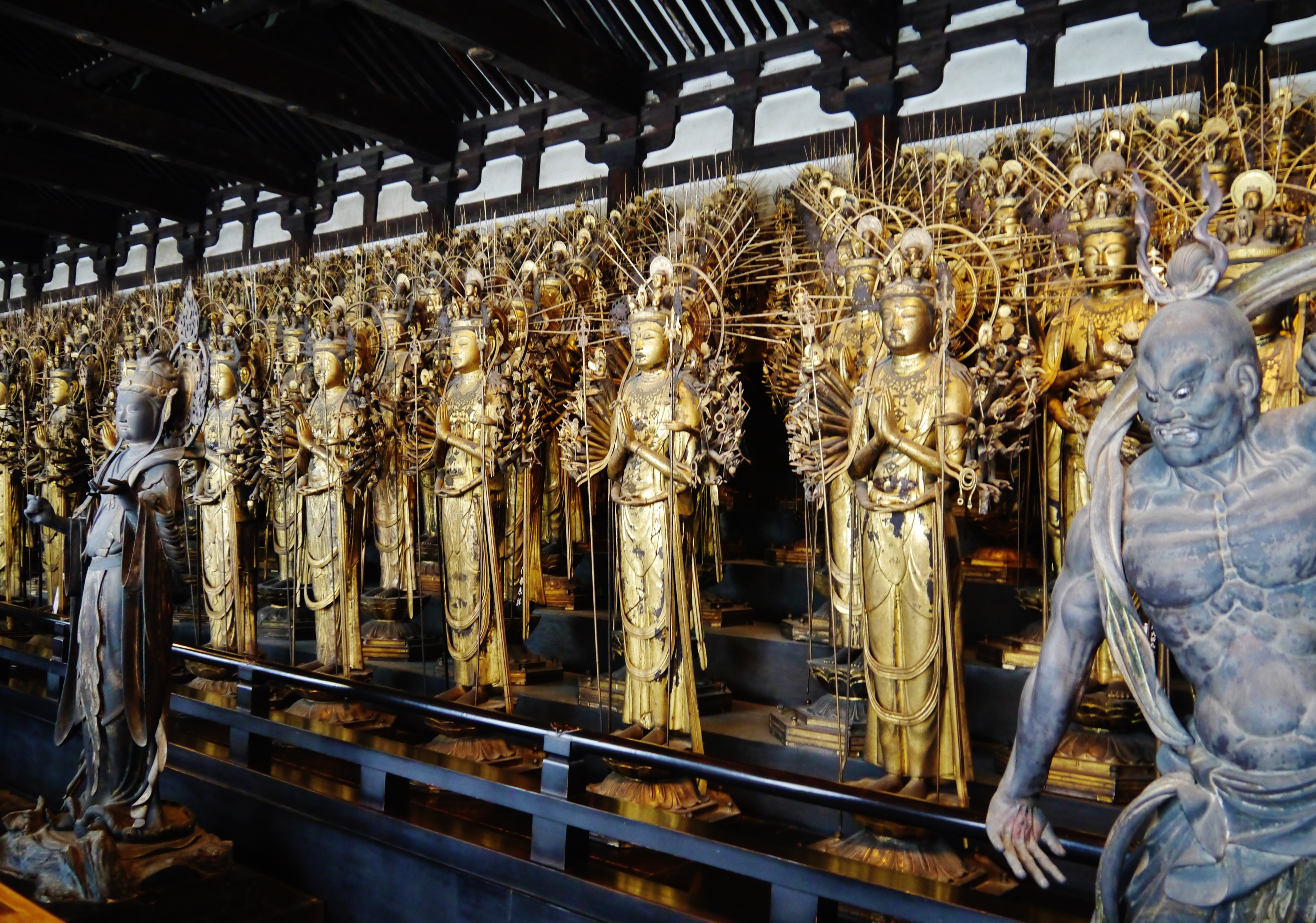

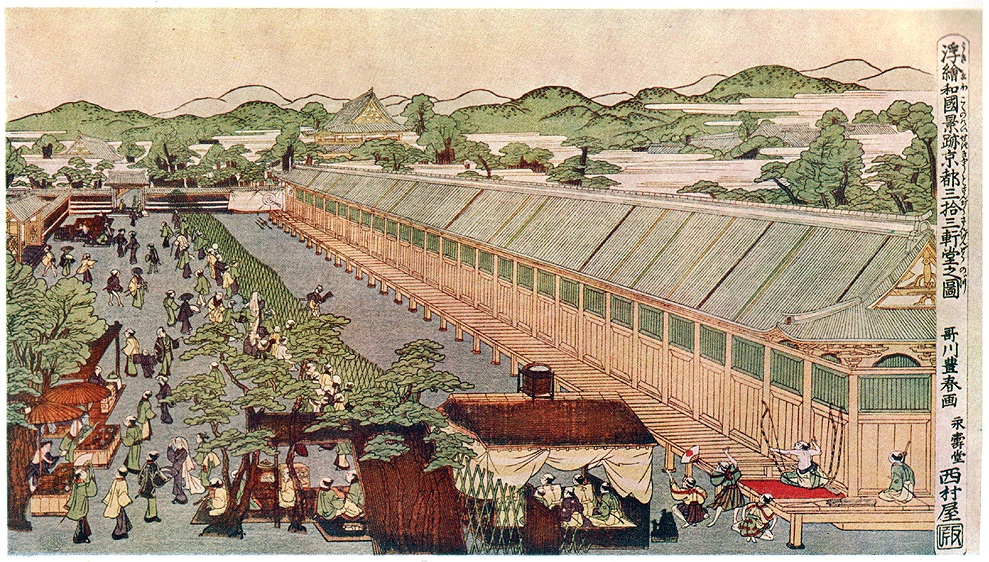
江戶時代之三十三間堂（18世紀後半、歌川豐春畫）

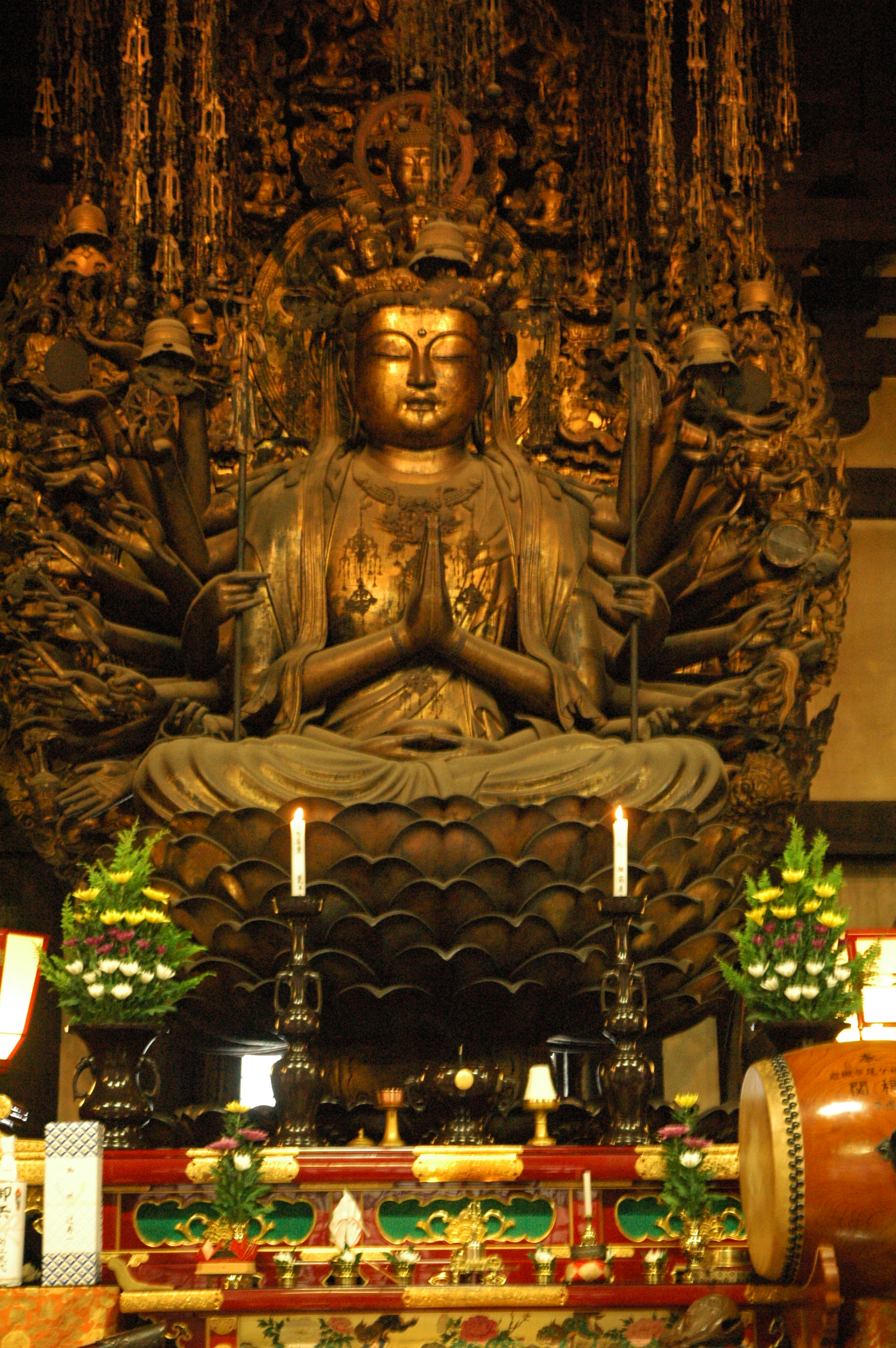
本尊千手観音像（湛慶作）

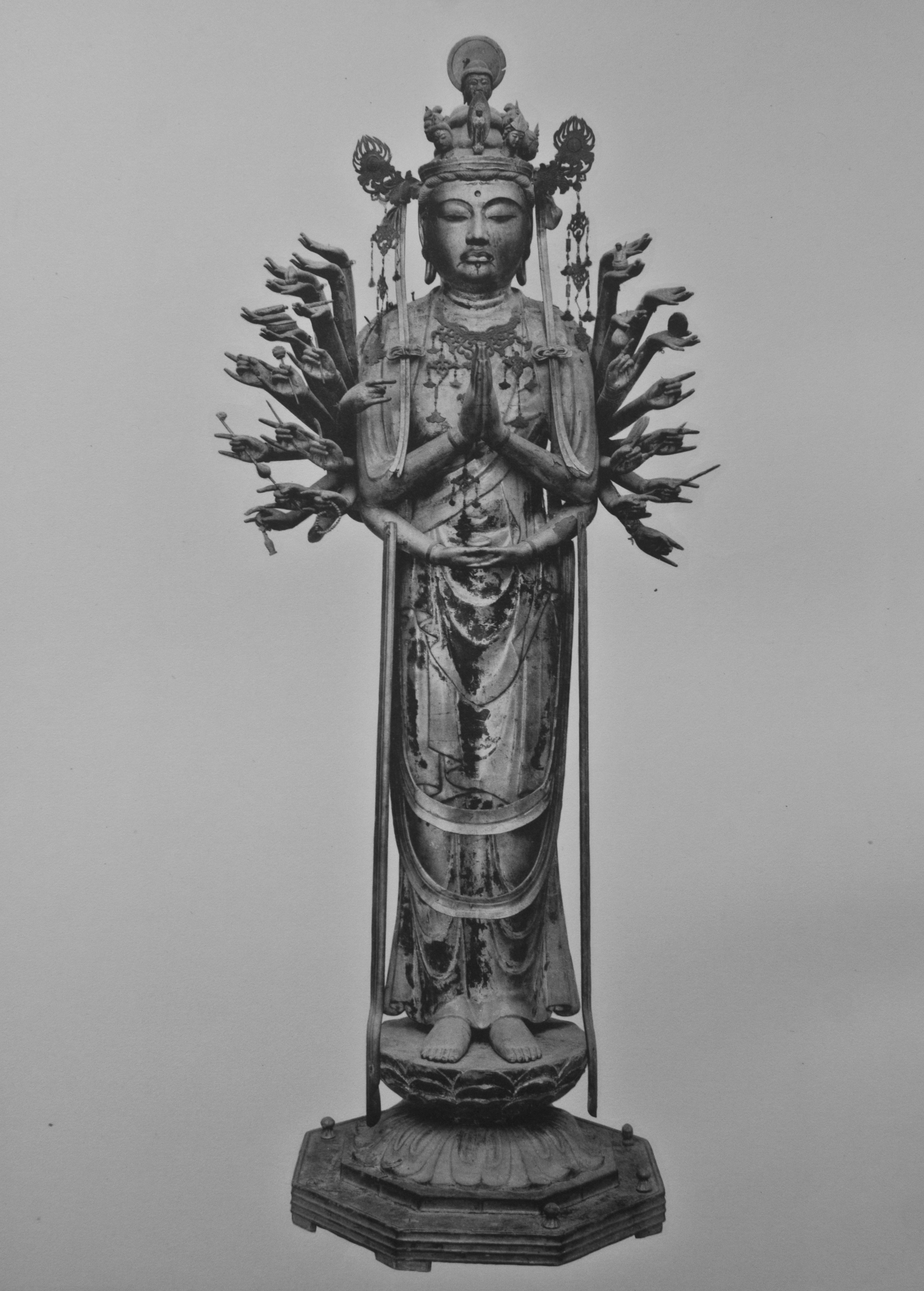
千手観音立像1001躯、20号像（湛慶作）

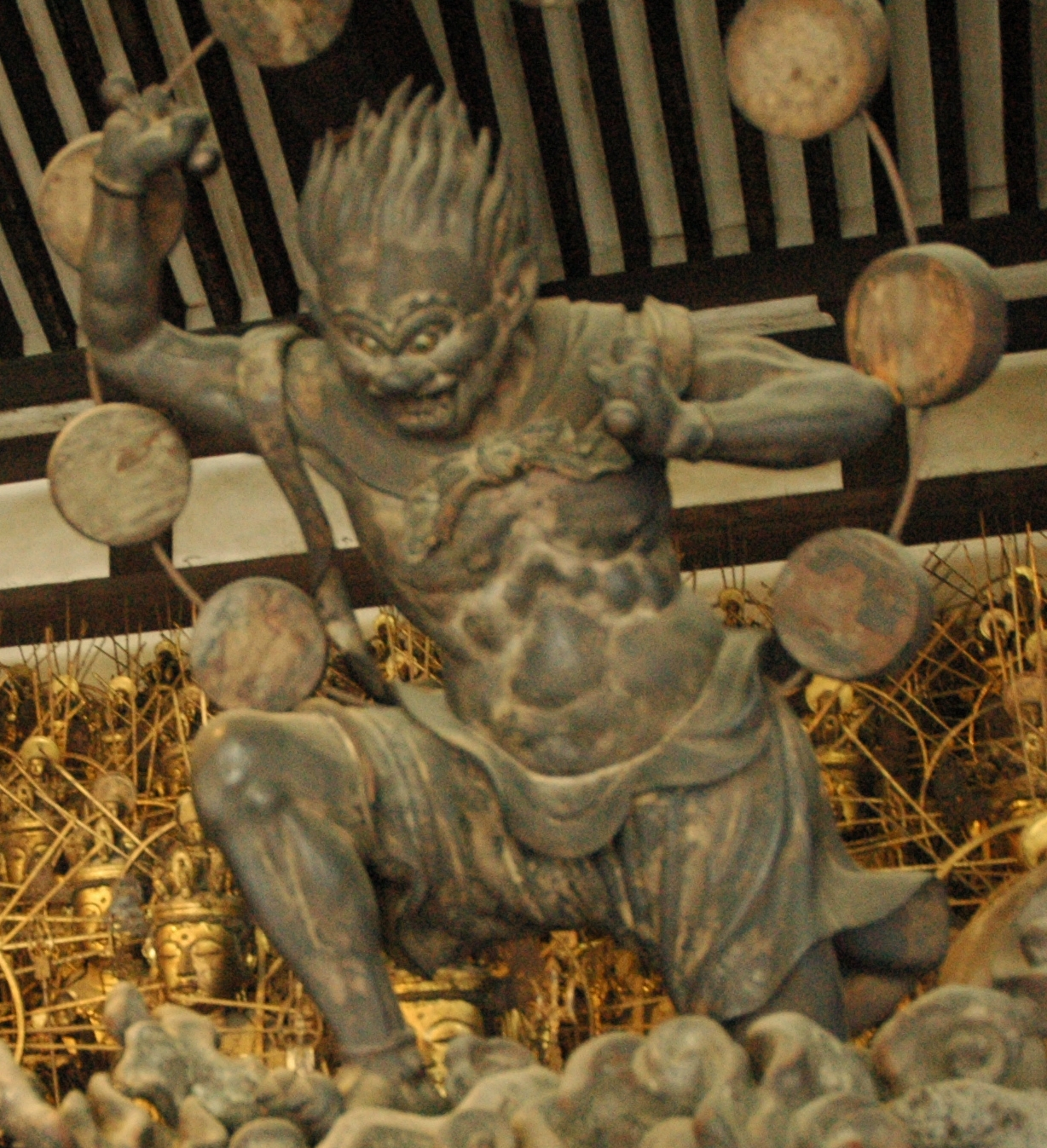
風神雷神像、雷神

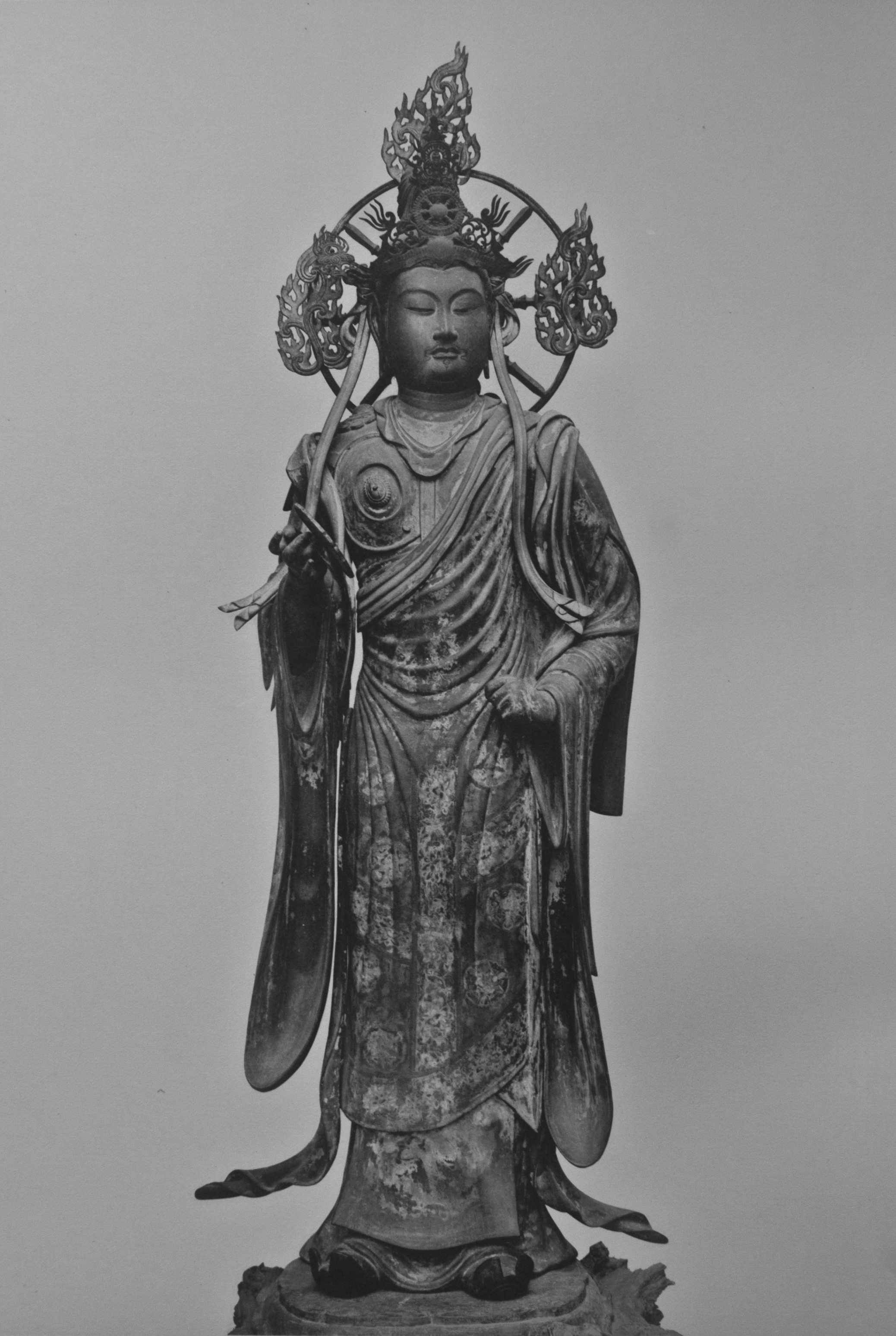
二十八部衆像、帝釈天

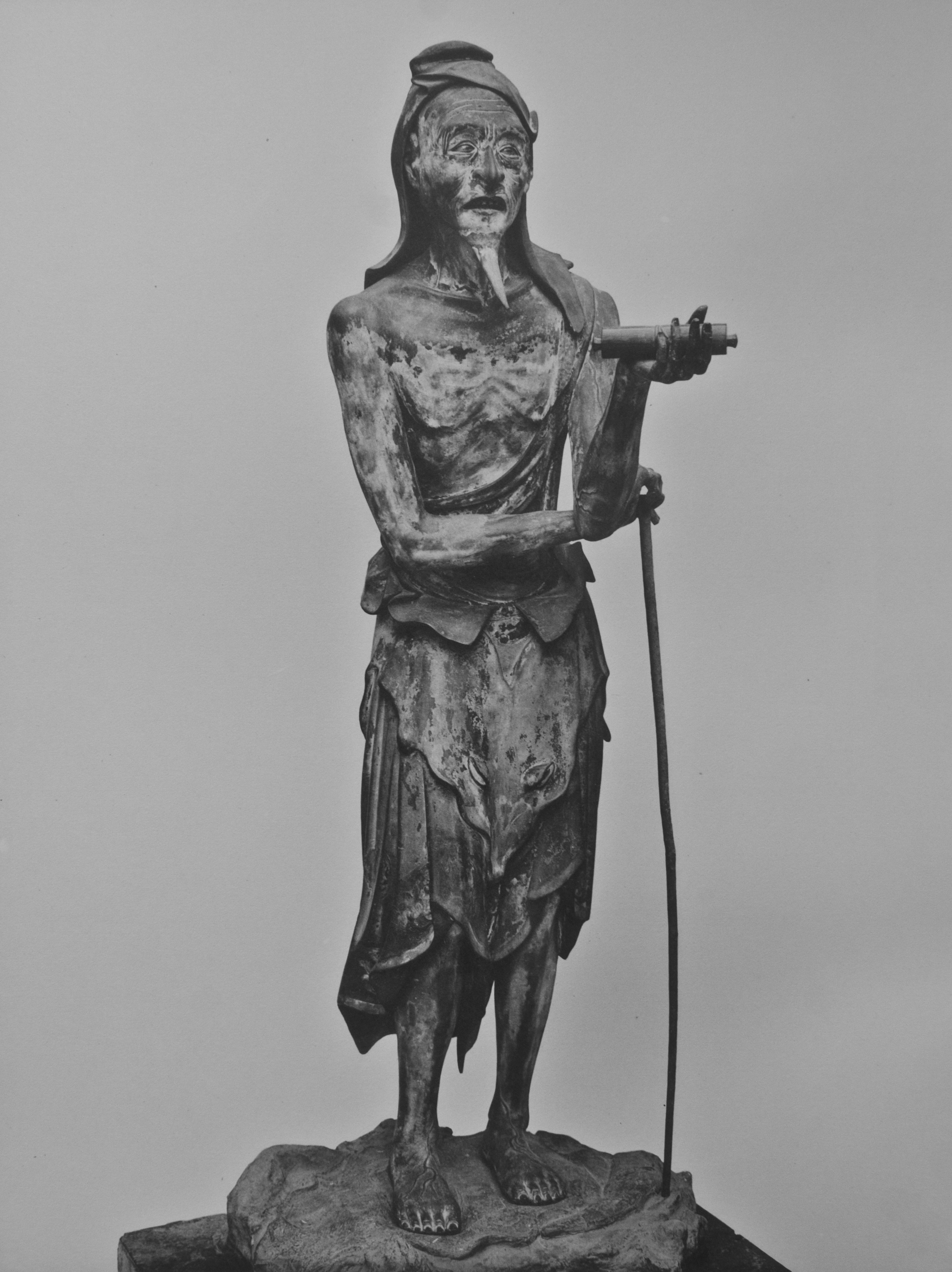
二十八部衆像、婆藪仙

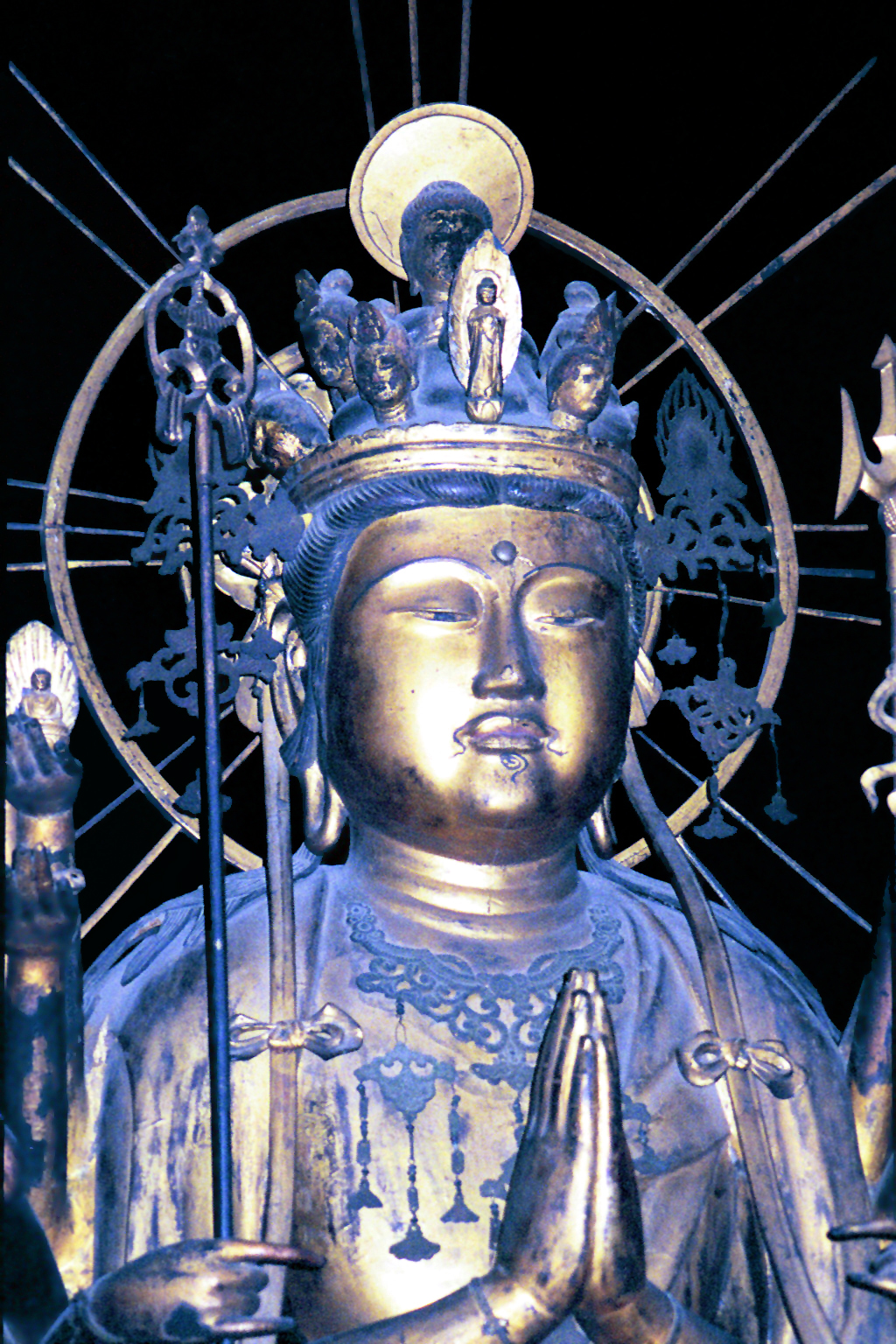
千手観音立像1001躯、40号像（湛慶作）

三十三間堂（さんじゅうさんげんどう）是位在日本京都府京都市東山區的天台宗妙法院境外佛堂。建物之正式名稱是蓮華王院本堂（れんげおういんほんどう）。本尊千手觀音、開基（創立者）為後白河上皇。長寬2年(公元1164年)，由平清盛受後白河上皇之勅命，在上皇位於烏邊山麓(現阿彌陀峰)的院政廳・法住寺殿內創建的佛堂。約在80年後燒毀，後立刻進行重建，文永3年(公元1266年)重新建成。此後經過室町、桃山、江戶以及昭和年間的四次大規模整修，至今已保存了700年。長形的本堂採用了入母屋造(日式的歇山頂)，全長約120公尺。京都一間為1.8公尺，故江戶年代以前的三十三間堂約59.4公尺長，江戶年代曾於此比試六十公尺遠距離射箭(一般比試為27公尺)，現建築長度倍增為120公尺，仍稱之為「三十三間」。

## 建築
- 本堂（國寶）
- 南大門（重要文化財）
- 太閤塀（重要文化財）

## 本堂內佛像
- 十一面千手千眼觀世音
  - 木造千手観音坐像（國寶）
  - 千手観音立像（重要文化財）
- 木造風神・雷神像（國寶）
- 木造二十八部衆立像（國寶）

## 周邊情報
- 京都國立博物館
- 豐國神社
- 方廣寺（「國家安康」之梵鐘）
- 耳塚
- 養源院
- 智積院
- 妙法院
- 京都女子大學
- 河井寛次郎記念館

## 關連項目
- 江戶三十三間堂

## 外部連結
- 蓮華王院 三十三間堂（页面存档备份，存于）